# Michele Mascitti

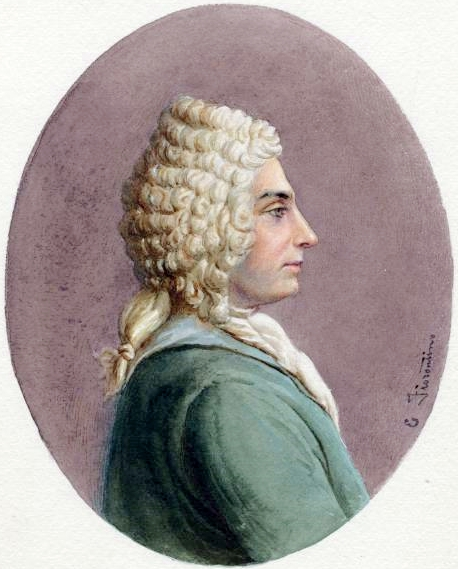
Michele Mascitti, Aquarell von Marie Anne Doublet

Michele Mascitti (* 1663 oder 1664 in Villa Santa Maria (bei Chieti); † 24. April 1760 in Paris) war ein italienischer Violinist und Komponist des Barock.

## Leben
Seine Ausbildung erhielt er durch seinen Verwandten Pietro Marchitelli (1643–1729), einen Violinisten im königlichen Hoforchester zu Neapel und am Teatro San Bartolomeo, möglicherweise auch von Arcangelo Corelli. Mascitti fand vorübergehend im königlichen Orchester eine Stellung, doch zog es ihn bald fort. Zunächst reiste er durch Italien, später durch ganz Europa. Er weilte längere Zeit in Deutschland, später in den Niederlanden. Er stand unter dem Protektorat des Kardinals Ottoboni und des regierenden Herzogs von Bayern.
Ab 1704 ließ sich der bereits Vierzigjährige endgültig in Paris nieder und nahm den französisierten Namen Michel Mascitti an. 1739 wurde er französischer Staatsbürger. Der Herzog von Orléans war einer seiner Gönner, dieser ermöglichte Mascitti früh Auftritte am Hof von Versailles. 
Seine neun Sonatensammlungen veröffentlichte Mascitti allesamt in Paris. Die vier Concerti aus Op. 7 folgen dem Concerto-grosso-Stil Corellis. Zu Lebzeiten galt Mascitti die gleiche Aufmerksamkeit der Musikwelt wie Tomaso Albinoni oder Corelli. Seine Kompositionen enthalten hauptsächlich italienische, aber auch französische Stilelemente und eine reiche Fülle seinerzeit neuartiger Harmonien.

## Werke
- Op. 1: 6 Sonate a Violino solo col Violone o Cembalo e [6] Sonate a due Violini, Violoncello e Basso continuo (Paris, 1704; Amsterdam, um 1710)
- Op. 2: 15 Sonate da Camera a Violino solo col Violone o Cembalo (Paris, 1706)
- Op. 3: 12 Sonate da Camera a Violino solo col Violone o Cembalo (Paris, 1707)
- Op. 4: 8 Sonate a Violino solo e Basso e [6] a due Violini e Basso (Paris, 1711)
- Op. 5: 12 Sonate a Violino solo e Basso (Paris, 1714; London)
  - Nr. 12: „Psyché“
- Op. 6: 15 Sonate a Violino solo e Basso (Paris, 1722)
- Op. 7: 8 Sonate a Violino e Basso e quattro Concerti a sei (Paris, 1727)
- Op. 8: 12 Sonate a Violino solo e Basso (Paris, 1731)
- Op. 9: 12 Sonate a Violino solo e Basso (Paris, 1738)